# 1-(4-氯苯基)-2-硝基丙烯
1-(4-氯苯基)-2-硝基丙烯是一种有机化合物，化学式为C9H8ClNO2。它可由4-氯苯甲醛和硝基乙烷在乙酸铵存在下回流制得。

## 反应
在三氯化铁和盐酸存在下，它在水/甲苯（1:1）中和铁粉反应，可以得到4-氯苯基丙酮。